# ブルー&スカイ
ブルー&スカイ（ブルーアンドスカイ、1973年7月9日 - ）は、日本の劇作家、演出家、放送作家、俳優。元演劇弁当猫ニャー主宰。ダックスープ所属。東京都出身。2012年9月まで「ブルースカイ」名義で活動していた。

## 来歴
東洋大学入学当初、演劇研究会に入っていたもののそれほど思い入れはなかったが、劇団「ナイロン100℃」の舞台を初めてみたときに感銘を受け、本気で演劇に取り組むようになる。
1994年、小村裕次郎、池谷のぶえらとともに東洋大学演劇研究会のメンバーを中心に劇団「猫ニャー」（後の「演劇弁当猫ニャー」）を旗揚げ。2000年7月には主宰になり、2004年の解散まで全作品の作・演出を手掛けた。
2002年にはENBUゼミナールの講師を務めた。
2014年に大倉孝二と演劇コンビネーション「ジョンソン&ジャクソン」を立ち上げて活動中。また、2015年には市川訓睦、中村たかしとはコントグループ「フロムニューヨーク」を結成している。これらのユニットでは役者としても活動している。

## 主な舞台作品
- 猫ニャー及び演劇弁当猫ニャーの全作品

### ナイロン100℃
- 「ザ・ガンビーズ・ショウ」（1998年）
- 「イギリスメモリアルオーガニゼーション」（1998年）
- 「絶望居士のためのコント」（2000年）

### その他
- ラフカット2001「ゴールデン・ラプソディー」（2001年、脚本）
- シリーウォークプロデュース「ウチハソバヤジャナイ」（2004年、脚色・演出）（作：ケラリーノ・サンドロヴィッチ）
- 空飛ぶ雲の上団五郎一座「キネマ作戦」（2004年）
- Cherry Bombers project02「The Cherry Bombers Strikes Back」（2005年）
- 親族代表「3」（2006年、脚本協力）
- モッカモッカ「薬丸君と薬師丸君」（2006年）
- 親族代表「小」（2006年、脚本協力）
- Oi-SCALE「オムニバス of oioi vol.2」（2007年、脚本協力）
- モッカモッカ「バッタが邪魔で乳首が見えない」（2007年、脚本協力）
- 演劇キックプロデュース「レミゼラブ・ル」（2007年、作・演出）
- 親族代表「（発電所）」（2008年、脚本協力）
- モッカモッカ「I WANT YOU IWANT YOU」（2008年、脚本協力）
- ダックスープ プロデュース「この世界から消える魔球」（2009年、作・演出）
- 高木珠里ひとり芝居「一人オリンピック～千の仮面を持つ女」（2009年、共同脚本・演出：福原充則）
- モッカモッカ「泳ぐから荷物みといて」（2010年、脚本協力）
- ダックスーププロデュース「透明感のある人間」（2010年、作・演出）
- テアトロコントspecial「寸劇の庭」（2024年、作・出演）[6]

他

## 脚本作品

### テレビドラマ
- 30minutes #6、9（2004年、テレビ東京）
- RUN　AWAY GIRL 流れる女（2005年、BSフジ）
- 中学生日記「何かとジュリエット」（NHK教育）
- 24のひとみ（2007～2008年、TBS）
- 栞と紙魚子の怪奇事件簿 第3、6、9話（2008年、日本テレビ）
- 番組たまご 「森山家の大パニック!」（2008年、NHK）
- トンスラ 第7、8話（2008年、日本テレビ）
- やつらは多分宇宙人! 第3、9話（2010年、BSフジ）
- ティーンコート 第2話（2012年、日本テレビ）（共同脚本：山岡潤平）
- びしょ濡れ探偵 水野羽衣（2019年、テレビ東京）（共同脚本：村上大樹、テニスコート、金井純一）

### 映画
- 市民ポリス69 （2011年）

### ラジオドラマ
- 夕方は別の顔だ（2004年、文化放送）

### WEBドラマ
- 課長 島耕作のつぶやき（2024年、YouTube）

### ドラマCD
- サクラ大戦 第6期サクラ大戦ドラマCD Vol.1 巴里篇 疾走!チームシャノワール（2005年）

## 構成作品

### バラエティ
- サラリーマンNEO（NHK）
- TV Comedy Club King（ファミリー劇場）
- シャキーン!（NHK教育）

### ラジオ
- METROPOLIS ACADEMY（J-WAVE）
- サントリーシアター ZERO-HOUR(J-WAVE)
- J-WAVE25 シアター☆マツモト(J-WAVE)

## 出演作品

### 舞台
- ナイロン100℃「イギリスメモリアルオーガニゼーション」（1998年）
- 「早春ヤングメン」（2005年、村上大樹作・演出）
- 宇宙レコード「鉄棒ファン」（2009年）
- シグナルズ「Lost Princess」（2010年）
- ナイロン100℃ side SESSION「持ち主、登場」（2012年）
- 爍綽と「ワンス・アポン・ア・タイム・イン・バルコニー!!」（2025年）[7]

### ドラマ
- 「未来潮流」（1999年、NHK教育）